# ریچارد المان
ریچارد المان (انگلیسی: Richard Elman) (زاده ۱۹۴۰ (میلادی)) کارآفرین، بانکدار و مدیر ارشد اجرایی بریتانیایی است، که در حال حاضر به‌عنوان رئیس هیئت مدیره گروه نوبل فعالیت می‌کند. المان در سال ۱۹۸۶ شرکت بازرگانی نوبل را در هنگ کنگ تأسیس نمود.
امروزه گروه نوبل، یکی از بزرگترین شرکت‌های بازرگانی کالا در جهان است، که مالک شبکه‌ای از ۱۵۰ دفتر اداری در ۳۸ کشور جهان، با بیش از ۱۵٫۰۰۰ کارمند می‌باشد. این شرکت در سال ۲۰۱۲ درآمدی معادل ۹۴٫۴ میلیارد دلار داشت و در فهرست فورچون جهانی ۵۰۰ در رتبه ۹۱ از بزرگترین شرکت‌های جهان، قرار گرفت.